# Фортуна (водохранилище)
Фортуна  (исп. Lago Fortuna) — водохранилище в Панаме, расположенное в общине Альтос-Ла-Мина, район Орнито, округ Гуалака, провинция Чирики. Площадь водохранилища — 10,5 км².

## Описание
Это водохранилище было создано в 1984 году, тогда объем воды в нем составлял 1 км³, позднее, 1993 году он был увеличен в полтора раза и составил 1,5 км³. Средняя глубина — 30 метров, а максимальная — 90. Высота над уровнем моря — 1058 м. До заполнения водой на месте водохранилища существовало три небольших озера. Вокруг водохранилища создан лесной заповедник Фортуна.

## Характеристики
Согласно данным 2004 года, полученным панамским университетом, физико-химические характеристики воды показывают концентрации в среднем 9,28 мг/л для растворённого кислорода и температуры от 16 до 19 °C, общая жёсткость 16 мг/л; кальций 1,81 мг/л, нитрит 0,009 мг/л; рН от 7,5 до 9; общее железо 0,01 мг/л и бикарбонаты 16 мг/л.

## Фауна
Виды рыб, встречающихся в водоеме: Oreochromis niloticus (тилапия), Cyprinus carpio specularis (зеркальный сорт карпа), Ctenopharyngodon idella (травоядный карп), Parachromis managuensis (тигровый гвапот); а также карпы кои.
На водохранилище обитают такие птицы, как баклан Phalacrocorax olivaceus, коршун-слизнеед, зелёный зимородок и скопа.